# Romance at Short Notice
Romance at Short Notice – drugi a zarazem ostatni album brytyjskiego zespołu Dirty Pretty Things, który został wydany 30 czerwca 2008.
Koncepcja stworzenia nowego albumu pojawiła się w marcu 2007, kiedy grupa miała już przygotowanych około piętnastu utworów, z których sześć planowano zamieścić na nowym wydawnictwie. Dirty Pretty Things zamierzali przystąpić do nagrywania w lecie owego roku, a następnie wydać płytę we wrześniu. Nagrania rozpoczęły się podobnie jak w przypadku poprzedniego albumu w Los Angeles, a później były kontynuowane w Londynie. Zespół nie dotrzymał jednak terminu wydania albumu, ponieważ prace nad nim przeciągnęły się w czasie. W październiku 2007 menedżer zespołu, Alan McGee, zapowiedział tytuły czterech utworów z nadchodzącej płyty, jednak nie ogłosił daty jej premiery, tłumacząc, że wymaga ona jeszcze dopracowania.
Na początku 2008 Carl Barât udzielił wywiadu, w którym stwierdził, że zespół ma duże problemy z wydaniem kolejnego albumu. Jednak w marcu 2008 Dirty Pretty Things ujawnili tytuł nowego wydawnictwa, który miał brzmieć This Is Where The Truth Begins. Jednocześnie zapowiedziany został singel promujący nową płytę, którym został Tired of England, którego wydanie miało mieć miejsce 23 czerwca. W maju tego samego roku zespół zmienił tytuł planowanego wydawnictwa na Romance at Short Notice i zapowiedział jego premierę na 30 czerwca. Jednocześnie udostępnił do ściągnięcia za darmo na swej stronie internetowej utwór Hippy's Son. Tuż przed premierą w sklepach, 24 czerwca, cały album został udostępniony do odsłuchania za darmo na stronie magazynu New Music Express.
Romance at Short Notice został nisko oceniony. Nie osiągnął także sukcesu, jak poprzedni album zespołu, docierając na 35. miejsce w zestawieniu UK Albums Chart, by po dwóch tygodniach wypaść z notowania.

## Spis utworów
1. Buzzards & Crows - 03:22
2. Hippy's Son - 03:18
3. Plastik Hearts - 03:09
4. Tired of England - 03:02
5. Come Closer - 02:15
6. Fault Lines - 03:00
7. Kicks or Consumption - 03:32
8. Best Face - 03:42
9. Truth Begins - 05:22
10. Chinese Dogs - 03:31
11. The North - 03:29
12. Blood on My Shoes - 08:11